# Ophioplax ljungmani
Ophioplax ljungmani is een slangster uit de familie Ophiochitonidae.
De wetenschappelijke naam van de soort werd in 1875 gepubliceerd door Theodore Lyman.